# 小平忠
小平 忠（こだいら ただし、1915年8月1日 - 2000年12月3日）は、日本の政治家。衆議院議員（11期）。正三位勲一等。北海道空知郡栗沢町（現・岩見沢市）出身。民主党元衆議院議員で、野田内閣 (第3次改造)で国家公安委員長を務めた小平忠正は実子。

## 来歴・人物
現在の岩見沢市栗沢町茂世丑地区で、戊辰戦争に敗れ北海道に開拓に入った貧しい家庭に生まれた。
1941年に日本大学経済科を卒業後、出征し南方戦線より帰還した。その後、郷里の北海道へ戻り、北海道農協中央会専務理事を経て、1949年、農民新党公認で第24回衆議院議員総選挙に北海道第4区より立候補し初当選。以後通算当選11回。農民協同党→協同党→右派社会党→日本社会党を経て民社党の結成に参加。この間、民社党副委員長、民社党国会議員団長、民社党常任顧問等を歴任し、民社党の金庫番と言われた。1986年、第38回衆議院議員総選挙（衆参同日選挙）で落選し、政界から引退（この時、同区では、自民党・木曜クラブ新人で後に経世会旗揚げ参加し新党さきがけ結成する鳩山由紀夫が初当選していた）。息子の忠正に地盤を譲った。
2000年12月3日急性肺炎のため85歳で死去。著書に『農業団体統合論』がある。